# Ла Векија (Ређо Емилија)
Ла Векија је насеље у Италији у округу Ређо Емилија, региону Емилија-Ромања.
Према процени из 2011. у насељу је живело 768 становника. Насеље се налази на надморској висини од 243 м.